# Setodes mauktikavriddha
Setodes mauktikavriddha är en nattsländeart som beskrevs av Schmid 1987. Setodes mauktikavriddha ingår i släktet Setodes och familjen långhornssländor. Inga underarter finns listade i Catalogue of Life.